# Igor Zmuncziłła
Igor Erazmowicz Zmuncziłła, ros. Игорь Эразмович Змунчилла (ur. w 1893 r., zm. na pocz. 1945 r. nad jeziorem Balaton) – rosyjski lotnik wojskowy (podpułkownik), pilot jugosłowiańskiego lotnictwa wojskowego w okresie międzywojennym, wojskowy Rosyjskiego Korpusu Ochronnego, a następnie niemieckiej policji konnej podczas II wojny światowej
W 1912 r. ukończył korpus kadetów w Połtawie, zaś w 1914 r. nikołajewską szkołę kawaleryjską. Brał udział w I wojnie światowej. Służył w stopniu sztabsrotmistrza w 12 Pułku Husarskim. W 1915 r. ukończył szkołę lotniczą w Sewastopolu, po czym został lotnikiem 12 Korpuśnego Oddziału Lotniczego. Następnie objął dowództwo 2 Syberyjskiego Oddziału Lotniczego. W 1918 r. wstąpił do nowo formowanych wojsk Białych gen. Antona I. Denikina. Służył w 8 Oddziale Lotniczych. Na Krymie w 1920 r. służył w 5 Oddziale Lotniczym. Awansował do stopnia podpułkownika. W poł. listopada tego roku został ewakuowany do Gallipoli. Na emigracji zamieszkał w Królestwie SHS. Służył w jugosłowiańskim lotnictwie wojskowym. Następnie wyjechał do Francji, gdzie podjął pracę w lotnictwie cywilnym. Po zajęciu Jugosławii w kwietniu 1941 r., wstąpił do nowo formowanego Rosyjskiego Korpusu Ochronnego. Od kwietnia 1943 r. w stopniu feldfebla służył w niemieckiej policji konnej w stopniu feldfebla. Na pocz. 1945 r. zginął w walkach nad jeziorem Balaton.